# Мойсієнко Іван Іванович
Мойсієнко Іван Іванович (нар. 30 серпня 1970, Обуховичі) — український ботанік, доктор біологічних наук, професор. Заслужений діяч науки і техніки України (2021).

## Життєвий шлях
Закінчив у 1987 р. Обуховицьку середню школу (Іванківський район, Київська область). Навчався в Черкаському державному педагогічному університету імені 300 річчя возз'єднання України з Росією (1-2 курси) та Херсонському державному педагогічному інституту імені Н. К. Крупської (3-5 курси), який закінчив у 1993 році отримавши кваліфікацію «вчитель» зі спеціальності «біологія та хімія». У 1993–1996 рр. навчався в аспірантурі при Херсонському державному університеті. З 1996 року працює на кафедрі ботаніки Херсонського державного університету (з перервою на навчання в докторантурі при Київському національному університеті імені Тараса Шевченка (2007–2010 рр.)): викладачем (1996–2000 рр.), старшим викладачем (2000 р.), доцентом (2000–2012 рр.), професором 2012–2013 рр.). Починаючи з 2013 року обіймає посаду завідувача кафедри ботаніки Херсонського державного університету. Кандидат (1999 р.) та доктор (2011 р.) наук зі спеціальності 03.00.05 — ботаніка.

## Науковий доробок
Коло наукових інтересів: флора, систематика та географія вищих рослин, рослинність та оселища Півдня України; інтегроване збереження біорізноманіття та культурної спадщини курганів, городищ, старих цвинтарів, валів тощо; охорона рослинного світу, заповідна справа, урбанофлористика, фітоінвазії, фрагментація та ізоляція рослинного покриву, систематика Plumbaginaceae. Наукових доробок: понад 300 наукових публікацій, в тому числі 14 монографій (у співавторстві), 70 публікацій у фахових виданнях; 40 - англійською мовою, в т.ч. 15 - в журналах, що індексуються в НМБД Scopus. Результати досліджень публікує в провідних журналах України (Український ботанічний журнал, Чорноморський ботанічний журнал) та відомих міжнародних виданнях (Plants Biosystems, Acta Societatis Botanicorum Poloniae, Polish Botanical Studies, Polish Journal of Ecology, Biodiversity Research and Conservation, Analles UMSC, Willdenowia, Wulfenia, Kitaibellia, Biodiversity and Conservation, Contemporary Problems of Ecology, Journal of Systematics and Evolution, Acta Oecologica, Basic and Applied Ecology, Phytocoenologia тощо). Співавтор низки фундаментальних монографічних видань: Червона книга України (2009), Екофлора України (2010), Гербарії України. Index Herbariorum Ucrainicum (2011), Красная книга Приазовского региона. Сосудистые растения (2012), Фіторізноманіття заповідників і національних природних парків України. Ч. 1. Біосферні та природні заповідники (2012), Фіторізноманіття заповідників і національних природних парків України. Ч. 2. Національні природні парки (2012), Kurhany na „Dzikich Polach” – dziedzictwo kultury i ostoja ukraińskiego stepu (2012), Судинні рослини Смарагдової мережі України під охороною Бернської конвенції (2017), Національний каталог біотопів України (2018), Старовинні забуті парки Херсонщини (2019) тощо. Показники публікаційної активності згідно з науково-метричними базами даних станом на 15.04.2021 р.: Scopus – 17 публікацій, 241 цитування, Індекс Хірша – 10; Гугл Академія – 240 публікацій, 2606 цитувань, Індекс Хірша – 21. Є найбільш цитованим автором ХДУ за даними НМБД Scopus.
Учасник багатьох наукових експедицій з дослідження флори степової та лісостепової зони України, також брав участь в експедиціях в інші райони України та закордоном (Казахстан, Нідерланди, Німеччина, Польща, Росія, Туреччина, Угорщина, Швеція, Швейцарія, Марокко тощо). Виконавець та керівник багатьох науково-дослідних проектів, в тому числі міжнародних з вченими Польщі, Швеції, Нідерландів. 

## Громадська та експертна діяльність
Член Українського ботанічного товариства, The Eurasian Dry Grassland Group (EDGG), The International Association for Vegetation Science (IAVS). 
Заступник головного редактора Чорноморського ботанічного журналу. Член редакційної колегії фахового журналу «Природничий альманах».
Постійно запрошується до складу координаційних рад при Херсонській обласної державній адміністрації з питань екології. Член науково-технічної ради національних природних парків «Білобережжя Святослава», «Джарилгацький», «Нижньодніпровський» та «Олешківські піски». Знаний в Україні фахівець в галузі охорони природи. За його участю в Херсонській області були створені національні природні парки «Олешківські піски», «Джарилгацький», «Нижньодніпровський» та «Кам’янська Січ», інших заповідних об’єктів. Професор Мойсієнко І.І. є експертом секції Охорони навколишнього середовища Наукової ради Міністерства освіти і науки України.
У 2018 році І.Мойсієнко увійшов до числа засновників громадської обгранізації "Ukrainian Nature Conservation Group" та увійшов до її Правління.

## Публікації
- ·Мойсієнко І. І. Сучасний стан флори Малого Потьомкінського острова (м. Херсон) // Природничий альманах. Біологічні науки, випуск 2. Збірник наукових праць. – Херсон: Персей, 2002. – С. 129–148. ·
- Sudnik-Wójcikowska В. Moysiyenko I., P. Slim Dynamics of the flora of windbreaks in the agricultural landscape of steppes in southern Ukraine // Biodiv. Res. Conserv. – 2006. – Vol. 1-2. – P. 77-81.  ·
- Мойсієнко І. І. Огляд родини Limoniaceae Lincz. флори України // Чорномор. ботан. журн. – 2008. – Т.4, № 2.- С. 161–174.  ·
- Moysiyenko I. The flora of kurgans in the Steppe Zone of southern Ukraine – phytogeographical and ecological aspects / I. Moysiyenko, B. Sudnik-Wójcikowska // Polish botanical studies. – 2006. – Vol. 22. – P. 387–398.   ·
- Sudnik–Wójcikowska В. The floristic differentiation of microkhabitats within kurgans in the desert zone of Southern Ukraine / B. Sudnik–Wójcikowska, I. Moysiyenko // Acta Societatis Botanicorum Poloniae. – 2008. – Vol. 77. – № 2. – P. 139–147.   ·
- Sudnik-Wójcikowska В., Moysiyenko I., Slim P., Moraczewski I. Impact of the invasive species Elaeagnus angustifolia on Pontic desert steppe zone vegetation in southern Ukraine // Polish Journal of Ecology. – 2009. – Vol. 57. – № 2. – 269–281.  ·
- Sudnik-Wojcikowska B., Moysiyenko I., Zachwatowicz M., Jabłonska E. The value and need for protection of kurgan flora in the anthropogenic landscape of steppe zone in Ukraine // Plant Biosystems. – Vol. 145, No. 3, September 2011. – P. 638–653.  ·
- Мойсієнко І. І. Ландшафтна диференціація флори Північного Причорномор'я з огляду на її синантропізацію // Чорномор. бот. журн. – 2012. – Т. 8, № 4. – С. 386–392.  ·
- Мойсієнко І. І. Флористичне багатство та систематична структура флори Північного Причорномор'я // Чорноморськ. бот. ж. – 2013. – Т. 9, N 1: – С. 41-56.
- Sudnik-Wojcikowska В., Moysiyenko I. Kurhany na «Dzikich Polach» – dziedzictwo kultury i ostoja ukraińskiego stepu. – Warsawa: Wydawnictwa Uniwersytetu Warszawskiego, 2012. – 183 s.  ·
- Moysiyenko I., Zachwatowicz M., Sudnik-Wójcikowska B. & E. Jabłońska. 2014. Kurgans help to protect endangered steppe species in the Pontic grass steppe zone, Ukraine. Wulfenia 21: 83-94.  ·
- Lisetskij F.N., Goleusov P.V., Moysiyenko I.I., Sudnik-Wojcikowska B. 2014. Microsonal distribution of soils and plants along the catenas of mound structures. Contemporary Problems of Ecology 7(3):  ·
- Salmeri, Cristina; Brullo, Cristian; Brullo, Salvatore; Giusso del Galdo, Giampietro; Moysiyenko, Ivan "What is Allium paniculatum L.? Establishing taxonomic and molecular phylogenetic relationships within A. sect. Codonoprasum Rchb.". – Journal of Systematics and Evolution. – March 2016. – Vol. 54, Issue 2. P. 123-135.
- Dembicz, I., Moysiyenko, I.I., Shaposhnikova, A., Vynokurov, D., Kozub, Ł. & Sudnik-Wójcikowska, B. 2016. Isolation and patch size drive specialist plant species density within steppe islands: a case study of kurgans in southern Ukraine. Biodiversity and Conservation. – November 2016. – Volume 25, Issue 12. – Р. 2289–2307. DOI: 10.1007/s10531-016-1077-y.  ·
- Deák, B., Tóthmérész, B., Valkó, O., Sudnik-Wójcikowska, B., Moysiyenko, I.I., Bragina, T.M., Apostolova, I., Dembicz, I., Bykov, N.I. & Török, P. 2016. Cultural monuments and nature conservation: a review of the role of kurgans in the conservation and restoration of steppe vegetation. Biodiversity and Conservation. DOI: 10.1007/s10531-016-1081-2.   ·
- Lisetskii Fedor, Barbara Sudnik-Wojcikowska, Ivan Moysiyenko. 2016. Flora differentiation among local ecotopes in the transzonal study of forest–steppe and steppe mounds. – Biology Bulletin. 2016, Vol. 43, No. 2, pp. 169-176.   ·
- Wódkiewicz, M.,Dembicz, I., Moysiyenko, I.I. The value of small habitat islands for the conservation of genetic variability in a steppe grass species // Acta Oecologica. – Volume 76. – October 2016. – P. 22–30.  ·
- Lisetskii Fedor, Barbara Sudnik-Wojcikowska, Ivan Moysiyenko. 2016. Flora differentiation among local ecotopes in the transzonal study of forest–steppe and steppe mounds // Izvestiia Akademii nauk. Seriia biologicheskaia / Rossiĭskaia akademiia nauk. – Vol. 2. – P. 207-215.  ·
- Iwona Dembicz, Ivan Moysiyenko, Liliana Szczeparska, Maciej Wódkiewicz. 2018. High genetic variability within fragmented Iris pumila L. populations in the Ukrainian steppe enclaves / Basic and Applied Ecology. – May 2018. – Vol. 28, Pages 37-47.  ·
- Dengler, J., Wagner, V., Dembicz, I., García-Mijangos, I., Naqinezhad, A., Boch, S., Moysiyenko I. . . . Biurrun, I. (2018). GrassPlot - A database of multi-scale plant diversity in palaearctic grasslands. Phytocoenologia, 48(3), 331-347. doi:10.1127/phyto/2018/0267  ·
- Didenko, V.I., Moysiyenko, I.I., Kolomiychuk, V.P., Kostikov, I.Y., Manyuk, V.V. Centaurea konkae and c. Appendicata (asteraceae, magnoliophyta): Features of its1 and its2 sequences secondary structure // Wulfenia. – 2018. – V. 25. – P. 70-80.

## Про нього
- Іван Мойсієнко. Ботаніка: професія чи поклик долі? [Архівовано 13 квітня 2022 у Wayback Machine.] - Вгору
- Мойсієнко Іван Іванович [Архівовано 13 квітня 2022 у Wayback Machine.] - Енціклопедія сучасної України
- Мойсієнко Іван Іванович, стаття 2 - Херсонський державний університет